# Zasuszanie krów mlecznych
Zasuszanie krów mlecznych – celowe zaprzestanie dojenia krów na 6 do 8 tygodni przed planowanym terminem wycielenia w celu wzmocnienia jej organizmu przed laktacją oraz umożliwienia lepszego rozwoju płodu.